# Utvalnäs
Utvalnäs är ett gammalt fiskeläge på Norrlandet utanför Gävle i Gävle kommun. Området klassades före 2015 som en egen småort. Från 2015 klassas den som en del av tätorten Utvalnäs och Harkskär.

## Historia
Bosättning har funnits på platsen sedan 1600-talet, och dit kom fiskare i början av 1800-talet när Gävles storfiskarfamiljers fjärrfiske började bli olönsamt. Fiskare flyttade även in från öarna. I Utvalnäs finns ännu mycket bevarat av den gamla bebyggelsen med gistvallar och båthus.
På 1940-talet fanns där 43 fiskare och 26 båtar, 1980 åtta fiskare och tre stora trålare med uthamn i Engesberg. Där finns fiskrökerier, bland andra Wahlströms Fisk som även gör surströmmingsinläggningar.
1912 byggdes ett bönhus av De Ungas förbund i Evangeliska Fosterlandsstiftelsen.